# Авдыковский, Орест Арсеньевич
О́рест Арсе́ньевич Авдыко́вский (23 апреля 1842, Подусов — 10 августа 1913, Львов) — украинский  журналист, писатель и поэт. Писал на язычии.

## Биография
Родился в селе Подусов в Австрийской империи в семье униатского священника. Среднее образование получил в Бережанской и Станиславской государственной гимназии, окончил юридический факультет Львовского университета. Длительное время жил в Мостищах возле Калуша, а в конце 1880-х годов переехал во Львов.
Сначала писал по-немецки, сотрудничал в газете «Extrablatt» (Вена), затем в галицко-русских изданиях «Слово», «Галичанин» и «Червонная Русь», основал журнал «Пролом» (1881—1882). В этих же изданиях публиковались его стихи.
Дебютировал поэмой «Завирюха». Отдельными изданиями вышли повести «Приключение Стефана Корчука» (1886), «Следи за своим — не пожелай чужого» (1887). Среди его повестей выделялись «Гуцулка», «Из записок старого капитана», «Цыганские похороны» и «Дядька Фома». Переводил произведения Дефо, Доде, Дюма.
Похоронен во Львове, на Лычаковском кладбище, в братской могиле русских журналистов.